# 第二五六海軍航空隊
第二五六海軍航空隊（だい256かいぐんこうくうたい）は、日本海軍の部隊の一つ。華中防衛の主力戦闘機隊、揚子江・黄海シーレーン護衛隊として、太平洋戦争終盤に最前線で護衛・迎撃・偵察行動に従事した。二五六空。

## 沿革
太平洋戦争開戦に備え、日本海軍が中国大陸に展開していた航空隊は南方戦線に振り向けられ、大陸全土の制空は陸軍飛行隊が担ってきた。しかし成都をはじめとする連合軍の基地を制圧するには至らず、連合軍航空戦力が増強されるにつれ、上海・漢口・南京の地上基地や揚子江航路への攻撃が増加した。華中方面には上海と青島に2個練習航空隊があるのみで、制空・護衛能力に乏しかったことから、戦闘機・攻撃機からなる対空・対潜航空隊として二五六空が急遽編制された。
- 昭和19年（1944年）

2月1日　大村飛行場で開隊（戦闘機24・攻撃機4）。上海に進出し支那方面艦隊附属に入る。
　　　　　　　　　以後、上海を拠点に船団護衛に従事。戦闘機隊は訓練に従事。
2月　　上海よりマリアナ諸島に転戦する第35師団の前路哨戒に従事。
4月　　上海よりハルマヘラ島に転戦する第32師団の前路哨戒に従事。
5月5日　第二五四海軍航空隊に代わり香港防空のため戦闘機隊を派遣。以後解隊まで香港防空に従事。
7月　　上海より沖縄に転戦する第62師団の前路哨戒に従事。
9月　　上海よりフィリピンに転戦する第1師団の前路哨戒に従事。
9月24日　第十一軍による「浙東作戦（節号作戦）」発動。上陸部隊輸送船団の護衛に参加。
9月29日　浙東作戦のため廈門に駐留した戦闘機隊が交戦。3機喪失。
11月11日　上海初空襲。全力で迎撃。戦果・喪失なし。
　　　　　　　　　　以後、上海の防空に従事。
11月12日　フィリピン派遣隊の特攻要員が出動、2機突入。
11月17日　フィリピン派遣隊に原隊復帰命令。上海に帰還。
12月15日　解隊、第九五一海軍航空隊に編入。
上海防空と黄海船団護衛の任務は九五一空時代にも継承され、機体が払底した後も終戦まで上海に留まった。かつての比叡艦長として知られる西田正雄司令は、翌年春まで九五一空上海派遣隊長として上海に残留している。地上要員は、上海に司令部を置く乙飛行隊の中支海軍航空隊に編入された。

## 主力機種
- 零式艦上戦闘機
- 九七式艦上攻撃機
- 天山

## 歴代司令
- 内田市太郎 大佐：昭和19年2月1日 - ※上海空司令を兼任
- 西田正雄 大佐：昭和19年9月1日 - 昭和19年12月15日解隊